# Chimarra tawitawi
Chimarra tawitawi är en nattsländeart som beskrevs av Malicky 1994. Chimarra tawitawi ingår i släktet Chimarra och familjen stengömmenattsländor. Inga underarter finns listade i Catalogue of Life.